# 智永

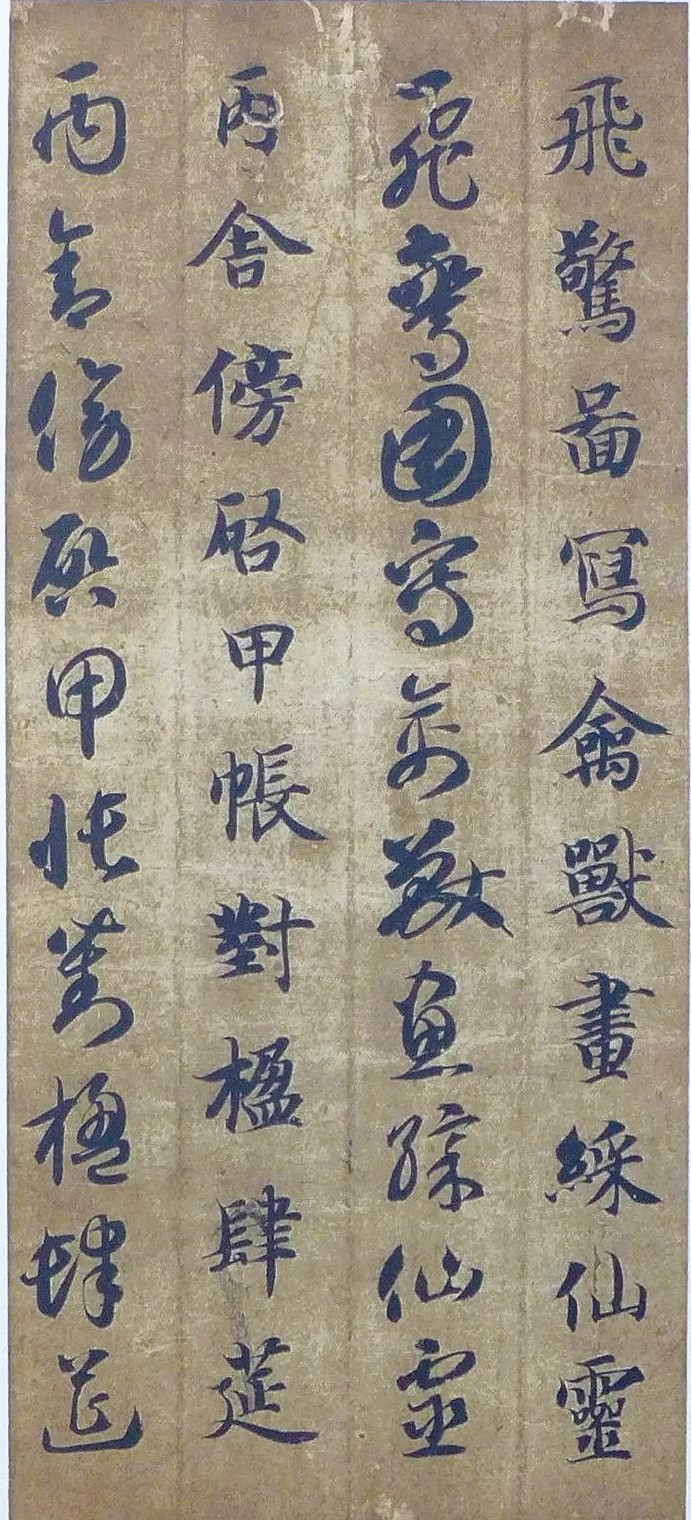
『真草千字文』（部分）
智永筆

智永（ちえい、生没年不詳）は、中国の南朝陳から隋にかけて活躍した僧・書家。会稽郡山陰県（現在の浙江省紹興市柯橋区平水鎮）の出身。本貫は琅邪郡臨沂県。俗姓は王氏（琅邪王氏）、名は法極、永禅師と号した。書聖王羲之の五男の王徽之の六世の孫にあたる。

## 業績
兄の慧欣（王孝賓）と一緒に出家し、南朝陳には山陰の永欣寺（もとの名は嘉祥寺）に住していたが、隋になって長安の西明寺に移り住んだ。家伝した王羲之の書法を最も能くし、なおかつその書体を研究し、筆致は円勁にして秀潤、とくに草書に優れた。永欣寺の閣上に30年閉じ籠って『真草千字文』800余本を臨書し、江東（長江下流域）の諸寺にそれぞれ1本を施入したという。智永の『真草千字文』は、日本に伝わる真蹟本として著名である。文として『書（題）右軍楽毅論』等がある。

## 真草千字文
真草とは、真書（しんしょ、楷書）と草書の2つの書体のこと。
智永の『真草千字文』には、関中本（かんちゅうぼん）と宝墨軒本（ほうぼくけんぼん）の2種の刻本のほか、日本に真蹟が1本ある。個人蔵。国宝。